# Lagostomus crassus
Lagostomus crassus е изчезнал вид бозайник от семейство Чинчилови (Chinchillidae).

## Разпространение
Видът е бил разпространен в Перу.